# Sōjutsu
Sojutsu (em japonês:  槍術 ou 鑓術, Sōjutsu), é um termo em nipônico que se refere especificamente às técnicas abrangidas pela lança japonesa yari. Existem vários estilos da arte marcial, dos quais alguns foram transmitidos até a atualidade. Era uma das habilidades que um samurai deveria desenvolver. A técnica da lança japonesa também é por muitos chamada yarijutsu.

## História
A lança tinha um pronfundo papel nos primórdios da mitologia japonesa, nas lendas sobre a criação das ilhas japonesas. Nessas lendas conta-se que as ilhas foram criadas por água salgada que pingava de uma lança. Os primeiros protótipos dessa arma vieram ao Japão trazidos da Ásia. Essa versão não era tida como adequada para os japoneses que mais tarde as redesenhou uma vez que a tecnologia os permitiu.